# Young Justice
Young Justice è un gruppo di supereroi dell'universo DC, apparsi su serie a fumetti editi negli Stati Uniti d'America dalla DC Comics, i cui membri sono tutti teen-ager.

## Storia editoriale

### Contesto e ideazione
Venne ideato in un periodo in cui un analogo gruppo di personaggi, i Giovani Titani, erano diventati i Titani, un gruppo formato da persone ora adulte. Il gruppo è incentrato principalmente su tre personaggi fissi, Superboy, Robin e Impulso, ma col tempo si ampliò fino a comprendere la maggior parte dei personaggi giovani dell'Universo DC.
Nella miniserie Titans/Young Justice: Graduation Day del 2003, entrambi i gruppi si sciolsero e i membri di ognuno formarono due nuovi gruppi, i Teen Titans e gli Outsiders.

### Periodo post-Rebirth (dal 2018)
Nel 2016 avviene un rilancio dell'intero Universo supereroistico DC e un rinnovamento del suo organigramma manageriale, questo in seguito alla fine della presidenza di Diane Nelson (iniziata nel 2009). Una delle conseguenze è la diversificazione delle proposte editoriali tramite la creazioni di nuovi imprint, ognuno con tematiche e storie indirizzate, tendenzialmente, ad una differente fascia di lettori. In questo contesto, nel 2018, nasce l'etichetta Wonder Comics, creata da Brian Michael Bendis. L'imprint si propone di fidelizzare i lettori che attraversano il periodo dell'adolescenza e si trovano in quel momento della vita dove si deve scoprire che tipo di persone vogliamo diventare . Gli eroi delle serie Wonder Comics vivono storie ed avventure che contribuiscono al loro processo di crescita e servono da ispirazione per i giovani lettori, e non solo, che si trovano ad affrontare i problemi della "vita reale". La prima serie regolare è il rilancio del team Young Justice, qui alla sua terza incarnazione. I testi sono affidati a Bendis e i disegni a Patrick Gleason, il primo albo viene distribuito il 9 gennaio 2019.

## Altri media
- Young Justice (2010): narra le avventure di un gruppo di giovani supereroi adolescenti (in prevalenza spalle di altri personaggi come Robin, Superboy, Kid Flash, Aqualad, Miss Martian e Artemis) denominato "La Squadra" che porta a termine delle operazioni clandestine per conto della Justice League, di cui rappresenta la controparte giovanile[1]. Non si tratta di un adattamento del fumetto omonimo di Peter David (che ha comunque collaborato alla scrittura di alcuni episodi della serie), Todd Dezago e Todd Nauck, bensì di un adattamento dell'universo DC che si focalizza sui giovani supereroi[2].
- Nell'episodio Siate seri della serie Teen Titans Go!, trasmesso il 26 febbraio 2015, vede apparire Aqualad, Superboy e Martian sgridare i Titani per non essere supereroi seri. I tre membri compaiono con lo stesso aspetto della serie Young Justice.